# James H. Osmer

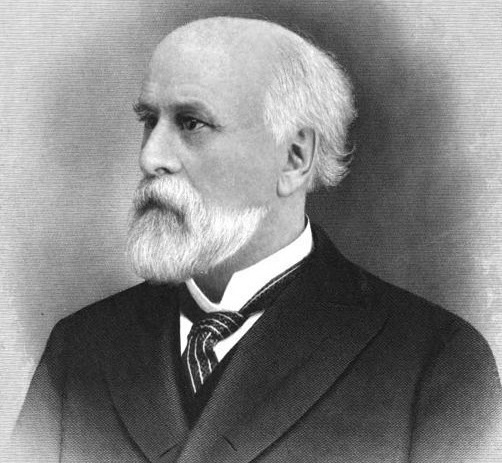
James H. Osmer

James H. Osmer (* 23. Januar 1832 in Tenterden, England; † 3. Oktober 1912 in Franklin, Pennsylvania) war ein US-amerikanischer Politiker. Zwischen 1879 und 1881 vertrat er den Bundesstaat Pennsylvania im US-Repräsentantenhaus.

## Werdegang
Noch während seiner Kindheit kam James Osmer mit seinen Eltern in die Vereinigten Staaten, wo sich die Familie in der Nähe von Bellefonte (Pennsylvania) niederließ. Er besuchte zunächst private Schulen. Danach absolvierte er die Bellefonte Academy, das Mount Pleasant College und das Pennsylvania and Dickinson Seminary. Nach einem anschließenden Jurastudium in Elmira (New York) und seiner 1858 erfolgten Zulassung als Rechtsanwalt begann er in Horseheads nahe Elmira in seinem neuen Beruf zu arbeiten. Im Jahr 1865 verlegte er seine Praxis nach Franklin in Pennsylvania. Gleichzeitig schlug er als Mitglied der Republikanischen Partei eine politische Laufbahn ein. Im Juni 1876 nahm er als Delegierter an der Republican National Convention in Cincinnati teil, auf der Rutherford B. Hayes als Präsidentschaftskandidat nominiert wurde. Außerdem war er Delegierter auf mehreren regionalen Parteitagen der Republikaner in Pennsylvania.
Bei den Kongresswahlen des Jahres 1878 wurde Osmer im 27. Wahlbezirk von Pennsylvania in das US-Repräsentantenhaus in Washington, D.C. gewählt, wo er am 4. März 1879 die Nachfolge von Lewis Findlay Watson antrat. Da er im Jahr 1880 auf eine weitere Kandidatur verzichtete, konnte er bis zum 3. März 1881 nur eine Legislaturperiode im Kongress absolvieren. Nach seiner Zeit im US-Repräsentantenhaus praktizierte James Osmer wieder als Anwalt in Franklin, wo er am 3. Oktober 1912 verstarb.